# キシュウナキリスゲ
キシュウナキリスゲ Carex nachiana はカヤツリグサ科スゲ属の植物の1つ。ナキリスゲに似て大型になる。

## 特徴
密集した株を作る多年生の草本。花茎は高さ60-100cmにも達するが、先端は緩く垂れる。葉は幅が2.5-4cmで濃緑色をしており、硬質でざらつく。基部の葉鞘は濃褐色に色づき、繊維状に細かく裂けることはない。また葉身のない鞘だけのものはない。
花期は9-10月。花序の形としては花茎の先端側半ばまでの部分に各節から小穂を2-3個くらいつける。すべての小穂はほぼ同じ形で雄雌性、つまり雌花の並んだ小穂の先端に雄花の部分がある。小穂の基部から出る苞は鞘があり、葉身の部分は下方のものはよく発達して葉状となるが、席の苞では小さく刺状となる。小穂は短円柱形で長さ1-3cm、雌花は5-10列ほどある。雄花鱗片、雌花鱗片はいずれも褐色で先端が鋭く尖った形になっている。果胞は鱗片と同長から長く、長さ3.5-4mm、卵形で先端は次第に細くなって嘴状となり、先端の口の両側に小さな歯状の突起が2つある。その表面は縁沿いに毛があり、それ以外は無毛となっている。痩果は果胞に密に包まれ、卵形で長さ2mm。柱頭は2つに裂けている。
本種は和歌山県の那智山で最初に発見されたもので、学名の種小名も和名もこれによる。

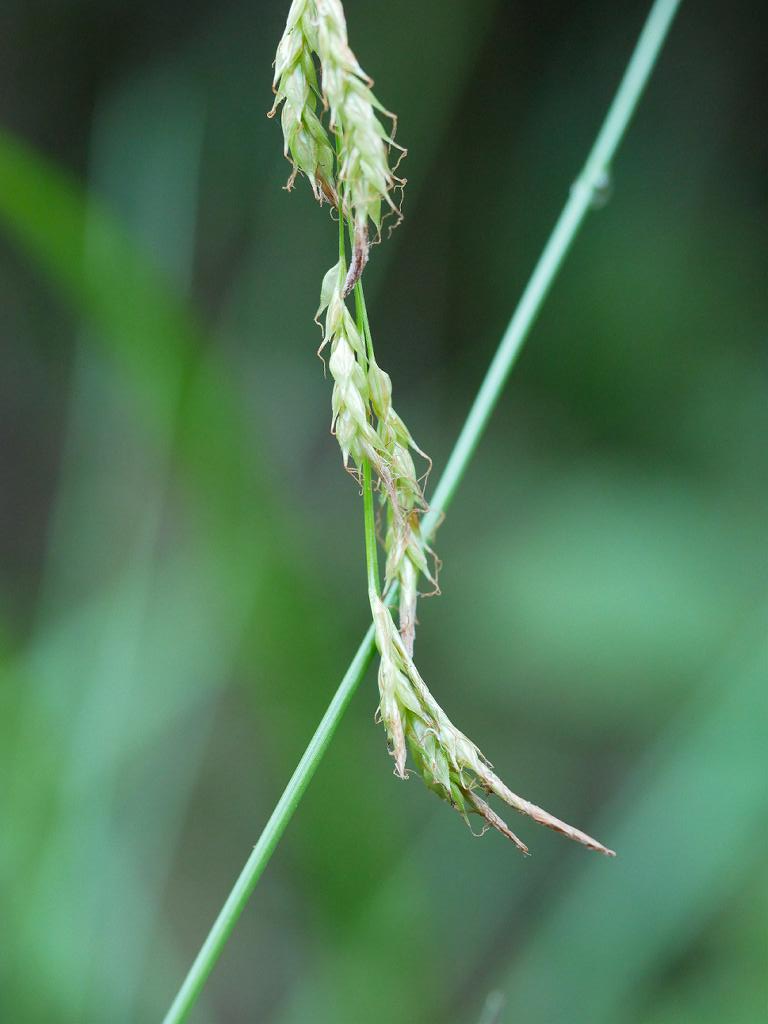
花穂の様子
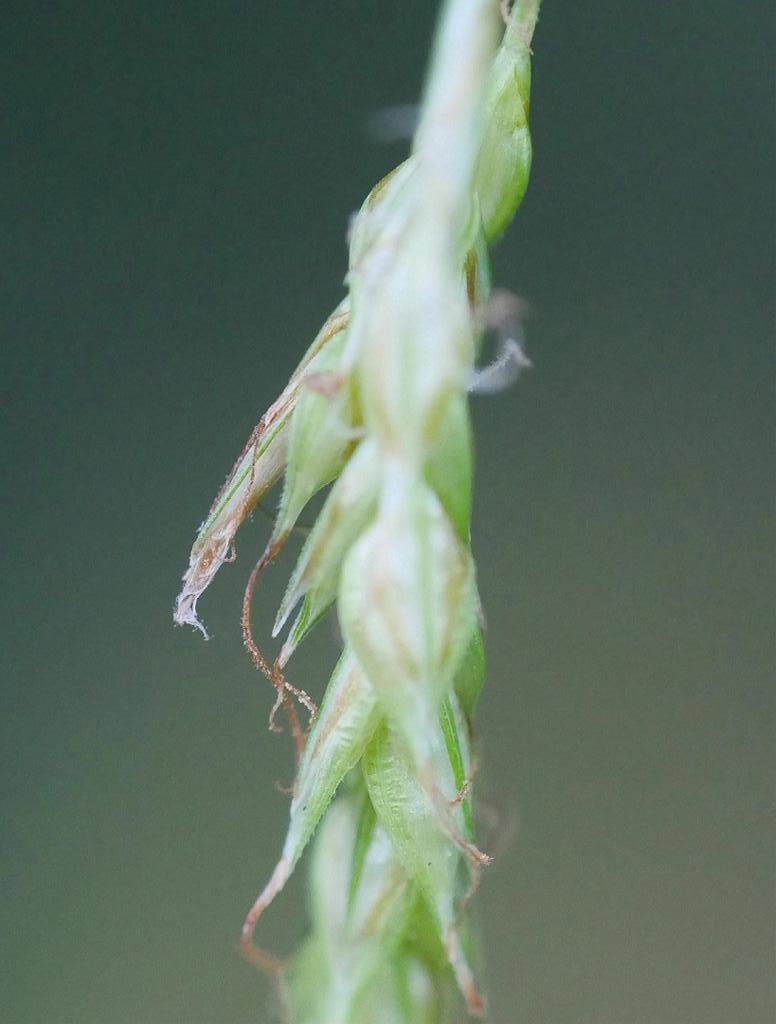
小穂の拡大

## 分布と生育環境
日本では本州の静岡県以西、四国、九州と屋久島に分布する。また国外では中国から報告がある。
森林や林縁に生える。

## 類似種など
本種は小穂が雄雌性で花茎の節から複数出ること、柱頭が2裂であること、秋に開花結実することなどからナキリスゲ節 Sect. Graciles にまとめられる。この節のものは日本に11種ほどがあり、いずれもよく似たものである。
ただし本種の分布域が限られるので、同一地域に出現する種はずっと少ない。その中でセンダイスゲは匍匐茎があること、オオナキリスゲは頂小穂が雄性であることがこの類の中では独特なので判別できる。フサナキリスゲは渓流沿いに出ることと柱頭が宿在性である点で区別しやすい。
残りはナキリスゲとコゴメスゲで、本種はこれらとは見分けづらいが、ルーペがあればそれら2種は果胞の全体に毛があるのに対して本種では縁の部分には毛があり、それ以外の面はほぼ無毛という特徴があるので区別できる。なお本種の果胞はやや大きく、コゴメ2.5-3mm、ナキリ2.8-3.5mmに対して3.5-4mmもある。植物体全体も大柄であることも含め、慣れると遠目にもある程度判別が付く。もっともナキリスゲは結構変異が大きいのでだまされること数知れずである。もう1種、ジングウスゲは山林に生え、もう少し小柄なもので、しかし果胞は本種並みに大きい。この種は果胞の脈上に刺毛が生えること、先端が細い嘴になることなどで区別する。

## 保護の状況
環境省のレッドデータブックでは絶滅危惧II類に指定されている。県別では東は茨城県から西は鹿児島県まで14の県で指定がある。その中で愛知県と和歌山県が準絶滅危惧の指定である以外は、絶滅危惧II類が静岡、三重、大分、鹿児島、絶滅危惧I類が茨城、兵庫、山口、徳島、高知、福岡、佐賀、長崎と、かなり厳しめの指定が出ている。環境省(2015)によると、植生の遷移や草地の開発が現象の主たる原因であり、100年後の絶滅率が約85％と推定され、ただし2007年調査時とは変化がないとされている。